# 马泰奥·恰奇
马泰奥·恰奇（義大利語：Matteo Ciacci；1990年5月5日—），是圣马力诺政治人物及和斯蒂法诺·帕尔迈共同為現任执政官。他在2018年4月1日就任。
恰奇曾擔任過官員和體育經理，於烏爾比諾大學法律系畢業。